# Музей «Становлення української нації»
Музей «Становлення української нації» — приватний музей у Києві, відкритий у серпні 2019. Розташований, як і Національний музей історії України у Другій світовій війні в підніжжі монумента Батьківщини-матері, тільки з протилежного, західного боку.

## Історія створення
До участі в розробці експозиції музею та її наповнення були залучені 37 науковців, 40 наукових організацій, 53 музеї, значна кількість культурних та громадських організацій.

## Експозиція
У музеї представлені виготовлені із силікону 110 реалістичні тривимірні фігури історичних діячів України різних епох та сфер життя, які сприяли становленню української нації та державності.
Музей також містить діорами, мапи, картини, починаючи від розбудови Київської Русі і до сьогодення.